# Claus-Ivar Bolbrinker
Claus-Ivar Bolbrinker (* 1948 in Hamburg) ist ein deutscher Regisseur.

## Leben
Bolbrinker wurde 1948 in Hamburg geboren.

## Rezeption
Seine Dokumentation Das Massaker von Gardelegen über das NS-Massaker in der Feldscheune Isenschnibbe Gardelegen am 13. April 1945 erreichte eine breite Aufmerksamkeit.

## Filmografie
- 1995: Das Massaker von Gardelegen
- 1997: Der Heringsexpress
- 1996–1999: Mythos, Macht und Mörder
- 2004: Fluten